# Batalha de Samarra (2004)
A Batalha de Samarra, também chamada Operação Baton Rouge, ocorreu em 2004 durante a Guerra do Iraque. A cidade de Samarra, no centro do Iraque, havia caído sob o controle da insurgência iraquiana pouco depois de os insurgentes terem tomado o controle de Faluja e Ramadi. Em preparação para uma ofensiva para retomar Faluja, em 1 de outubro, 5 000 soldados estadunidenses e iraquianos atacaram Samarra e retomaram a cidade após três dias de combates.